# 謎の円盤UFO
『謎の円盤UFO』（なぞのえんばん ユー・エフ・オー、原題：UFO）はイギリスのAPフィルムズの後継であるセンチュリー21プロダクションが制作したSF特撮ドラマである。
日本では1970年10月3日から1971年3月27日まで日本テレビ系列局で放送され「UFO」という言葉を一般に紹介する先駆的役割を果たした。

## 作品概要
宇宙の彼方からUFOで飛来する謎の宇宙人とその侵略行為を阻止する組織の戦いをシリアスかつハードタッチで描く。司令官であるストレイカーを中心に、シャドー各メンバーによる異星人との戦いや、時には私生活も絡めて展開するSFドラマ。全26話で、一話完結方式。
APフィルムズがそれまでにヒットさせた『サンダーバード』や『キャプテン・スカーレット』等がスーパーマリオネーションと呼ばれる人形劇なのに対し、本作は俳優が演ずる実写ドラマである。UFOを迎撃するためのメカが複数存在し、その各メカが明確に役割分担がされている点は『サンダーバード』のメカの扱いに共通する点であり、ジェリー・アンダーソン作品らしい作品の個性となっている。
製作当時、10年後の未来像（1980年）として作品中に登場したコードレス電話が実現・普及するのはさらに下って1990年代以降である。女性の社会進出像（あくまで男性中心の視点を残しつつ）や、1970年代テイスト主体だが単なるレトロフューチャーにはならないスタイリッシュなファッションなども含め、本作における先見性は作品フォーマットを創りあげたジェリー&シルヴィア・アンダーソン夫妻（後に離婚）、特にシルヴィアの功績によるものが大きい。
バリー・グレイ担当の音楽では、それまでの壮大なオーケストレーションのみにとどまらず、オープニングテーマはコンボバンド編成との融和を図った野心作である。『ジョー90』ほかの過去の作品からの流用（日本版の第1話では、原版音声に存在しない『サンダーバード』のテーマ曲を流用）も多く見られる。

### 時代設定
放送当時としては近未来にあたる1980年代。物語の舞台となる地球防衛秘密組織はSHADO（シャドー、Supreme Headquarters  of Alien Defence Organisation：異星人防衛機構最高司令部）と呼ばれ、英国ロンドン郊外のとある映画会社の地下に本部を置く。シャドー最高司令官のエド・ストレイカー大佐は、表向きはハリントン・ストレイカー（HARLINGTON-STRAKER）映画会社の専務として行動している。これは、異星人が既に地球に侵入していることを一般の人々が知るとパニックが起きかねないとの危惧から、全ての任務を極秘のうちに遂行する必要があるためである。特殊機材を持ち込む際など、周囲からは映画のセットと思われるというメリットもある。
ロバート・マイアルによるノベライズを翻訳したハヤカワ文庫SF版では、映画は敢えてヒットしないような作品を制作しているが、ある作品がまぐれで当たってしまったために予算獲得に支障を来し、ストレイカーが激怒したというエピソードがある。

### SHADOの防衛網
SHADOは、地球外の第1次防衛網として、コンピュータ偵察衛星SID（シド、Space Intruder Detector：宇宙侵入者探知機）および月面に前線基地となるムーンベースを配置。ここから発進するミサイル邀撃機インターセプターで迎撃する。インターセプターは3機編隊で行動し、各機首に搭載された核ミサイルによってUFOを攻撃する。ムーンベースも対空砲搭載月面装甲車ムーンサンダー他の自衛用装備を持つ。第1次防衛網を突破し、地球の大気圏内に侵入した場合には、第2次防衛網として潜水艦と戦闘機の複合マシンであるスカイダイバーによる迎撃を行う。スカイダイバーは7つの海に配置されており、空中の敵に対しては艦首に搭載の戦闘機スカイ1（スカイワン）を分離発進させて攻撃する。スカイダイバー本体（ダイバー1）も水中のUFOを攻撃する能力を持つ。さらにUFOが着陸してしまった場合には、第3次防衛網としてハイテク戦車シャドーモービルが出動し、これを撃退する。モービルの展開にはダミー航空会社、SHADAIR所属［SHADOのカムフラージュ名シャダー ］の輸送機モービルキャリアや地上搬送用のトレーラー、モービル・トランスポーターが使われる。その他、人員・物資の搬送用の装備として、ムーンベース - 地球間を結ぶシャトルクラフト・ルナ宇宙艇(ムーントランスポーター)とその大気圏内での飛行を支援するルナキャリア、シャドーメンバーの移動用のシャドーカーなどがある。

### 国際惑星宇宙局
英語名はInternational Astrophysical Commission。宇宙人の存在、UFOによる地球侵略が報告され、SHADO設立のきっかけとなった国際委員会。SHADOの予算を出している上級組織で、ヘンダーソン長官が所属している。ヘンダーソン長官はアメリカ空軍将軍時代にはストレイカー大佐の部隊指揮官で、SHADO設立のために共にアメリカ空軍を退役した。

### UFO
UFOの飛来目的や策源地は必ずしも明らかではないが、一説として絶滅に瀕している種族ではないかとの説がある。宇宙人は優れた科学技術力を持っており、衰えた肉体の臓器を地球人のものによって代替する目的が示唆されている。後に動物や人間に精神を乗り移らせる事件が発生し、実体は精神生命体ではないかとの仮説も立てられた。人間を高圧電流を加えると爆発する体に改造したり、宇宙人への協力者に特殊な能力を与える事件等も発生した。宇宙人の肉体はそのままでは長距離宇宙旅行に耐えられないらしく、全身が緑色の呼吸可能な液体で満たされた宇宙服を着用して搭乗、また拉致した地球人を搭乗させる際にも液体づけにしたことがある。この技術は液体換気法と呼ばれ、制作当時、実際に宇宙旅行技術として検討されていた。
UFO自体も地球の大気に長時間触れると分解してしまうという、不安定な物質を材料として造られており、飛来後はそれを防ぐために海中や湖底に潜伏、水中活動に適した形態をとる場合もある。かつて、策源地を探るべく超光速通信装置を応用したカメラが用いられたが、倍率データなどの詳細情報が受信できなかったために縮尺の評価が行えず、失敗に終わった。これは、女性の肌を超拡大画像で見ると惑星表面に見えるというシーンで説明されている。
宇宙人による侵略の事実や対抗するSHADOの存在とその活動内容については、一般大衆のパニック防止のために全世界レベルでの機密事項とされ、上記のSHADO本部のカムフラージュをはじめ、記憶を消去する薬など多数の隠蔽工作が施されている。SHADOの機密保持を軸にストーリーが展開することも多い。

## 日本での放送とソフト化
日本での放送時には、放送順が一部変更されていた。一話完結とは言え、シリーズ全体では放送順に物語内の時間が経過していたため、日本での放送順序で見ると前後関係がおかしい箇所があった。例えば放送第20話「謎の発狂石」や第7話「スカイダイバー危機一髪」と第25話「宇宙人・地球逃亡！」は前後が逆である。放送時にはつじつまを合わせるために第25話をふまえた部分をカットしていたが、第20話は第25話のエピソードが下敷になっているため、カットされたままでは第20話で主人公が精神的に追い詰められるシーンの背景がわからない（第1話でUFOに攻撃されるシーンのフィルムだけを見て精神的に苦しんでいる）、といった問題があった。第7話のカット部分にも第25話の回想シーンが存在する。第25話の後であれば第22話「シャドーはこうして生まれた！」でのストレイカーの回想の理由や傷心の深さもより鮮明となる。放送順の入れ替えに伴って、エリス中尉の登場エピソードとレイク大佐の登場エピソードが入り乱れる形となるが、撮影順で見るとエリス中尉が前半で降板しており、同様にストレイカーの片腕であるフリーマン大佐も降板、フォスター大佐とともにレイク大佐がその後任的な位置についたことが分かる。ゲイ・エリスを演じたガブリエル・ドレイクの後年のインタビューにおいて彼女の場合、他の作品とのスケジュール調整による降板だったと明らかにされている。
UFOのタイトルロゴを初め、各エピソードのタイトル、さらには作品中でのスカイダイバーやシャドーモービルの機体に記されたSKYDIVERやSHADO 1などの文字に使われていたのは1950年代に考案された Microgramma というサンセリフのローマ字書体である。オープニングおよびエンディングのクレジットは Eurostile である。オープニングシークエンスに挿入される「UFO」「SHADO」「1980」はGill Sansで、使用されているタイプライターはIBM Selectric typewriterである。
放送時間の都合により、エピローグ部分などカットされている部分も多いが、番組エンディングには映画評論家の小森和子が現地で取材した映像を紹介するコーナーがあり、出演俳優の素顔を垣間見ることができた。このコーナーでは後述のプラモデルを視聴者プレゼントとしていた。
オープニング、および本編各所での矢島正明によるナレーションや、インターセプター発進シーンでの『サンダーバード』オープニングテーマ曲の使用等は日本語吹替版独自の演出である。後年、矢島は同じ日本テレビ系列の『木曜スペシャル』で、矢追純一プロデュースのUFO・宇宙人物番組のナレーションも担当した。
一部のシーンにおいて劇伴の差し替えがされており他のＩＴＣ作品からの流用も行なわれている。顕著な例は「ムーンベースからの迎撃機インターセプター」の発進シーンで、「サンダーバード」からの流用である。
初回放送時には、視聴率面で当時の怪物番組だった『8時だョ!全員集合』（TBS）の裏番組となっており、ビデオのない時代、ターゲットの重なる視聴者層は選択を迫られた。
1980年代には、数話ずつを劇場用35mmフィルムプリントして編集したビデオテープ版『謎の円盤UFO 月面基地破壊計画』『謎の円盤UFO 地球侵略作戦』がパック・イン・ビデオから発売された。イタリア語バージョンの日本語字幕付きで、パッケージイラストは開田裕治。
2003年には、東北新社から本作を収録したDVD-BOXが発売された。2005年3月には、セガから本作のインタラクティブムービーDVD『再来！謎の円盤UFO』が発売された。これは視聴者の選択によって独自のストーリーが展開するというもので、映像はオリジナルの物を使用しながら、音声は新規に、しかもできる限り当時の声優を配して録り直したものを使っている。(代演した声優は下記のキャスト欄に記載)
現在、DVD等の映像ソフトやCS放送で放送された際の1エピソードの番組構成はセンチュリー21プロダクション（トゥー・ワンと発音。21st＝21世紀ではない）のロゴに続けて、
1. オープニング（「1980年、既に人類は〜」の矢島正明のナレーション）
2. アヴァンタイトル（エピソード導入部からUFOのタイトルロゴまで）
3. 本編（オープニング・クレジット以降）
4. エンディング・クレジット

の順であるが、オリジナルは、アヴァンタイトル→オープニング→本編→エンディングの順である。
オリジナルの台詞（英語）では既に「ユーフォー」と発音されていたが、吹替およびナレーションでは「ユー・エフ・オー」と読んでいた。放送開始に先駆けて日本語のタイトルが募集されたが、結局「謎の円盤UFO」になった。
本放送に並行する形でバンダイからスカイダイバー、インターセプター、ムーントランスポーター、UFOのプラモデルが、さらに今井科学教材からもスカイ1、シャドーモービル、ムーンベースの3種類のキットが発売された。これらは『サンダーバード』ほどのヒットにはならなかったが、番組放送終了後も数年ごとに再発売されていた。今井の製品は、後に知名度で勝るサンダーバードのブランドで発売された。ムーンベースは、日本の特撮『マッハバロン』の基地のプラモデルとして金型改修を加えられ、現在は青島文化教材社に移管されている。
初回放送当時には、正式な主題歌ではなく、あくまでカバーソングという位置づけで「謎の円盤UFO」と「シャドーのマーチ」の2曲が若子内悦郎の歌唱によりリリースされている。全くの日本独自の企画であり、グループサウンズ調のメロディは、テーマ曲のフレーズらしきものが一瞬聞こえるほかはバリー・グレイの音楽との接点がほとんどないが、間奏部にUFOの飛行音などオリジナルの効果音が挿入されている。
1991年にエモーションから発売されたITC配給作品の日本語版および英語版のオープニング/エンディング・タイトル集のビデオ『サンダーバード・ヒストリー』で、広川太一郎はエド・ストレイカー本人が各作品を紹介するという設定でナレーターを務めた。
2005年9月2日から同年10月7日までスーパーチャンネル（現・スーパー!ドラマTV）にて、カットされた部分を字幕で補った「デジタルリマスター完全版」が放送された。2010年6月20日からも毎週日曜日にスーパー!ドラマTVにて、カットされた部分を字幕で補った「デジタルリマスター完全版」が放送された。2020年5月の段階でも放映されている。

## 製作スタッフ・キャスト
- 製作総指揮、監督：ジェリー・アンダーソン
- 脚本、衣装デザイン：シルヴィア・アンダーソン
- 特撮監督、メカデザイン：デレク・メディングス
- 音楽：バリー・グレイ
- エド・ストレイカー最高司令官：エド・ビショップ（声：広川太一郎）
- アレック・E・フリーマン大佐：ジョージ・シーウェル（英語版）（声：小林昭二）※「再来〜」では小林修が代演
- ポール・J・フォスター大佐：マイケル・ビリントン（声：羽佐間道夫）
- ゲイ・エリス中尉：ガブリエル・ドレイク（英語版）（声：松島みのり）
- ヴァージニア・レイク大佐：ワンダ・ヴェンサム（声：小原乃梨子）
- ジェームス・ヘンダーソン長官：グラント・テイラー（英語版）（声：巖金四郎→早野寿郎）※「再来〜」では内海賢二が代演
- Dr.ダグ・ジャクソン：ヴラディク・シェイバル（英語版）（声：穂積隆信）
- ミス・イーランド：ノーマ・ロナルド（英語版）（声：来宮良子）
- ピーター・カーリン大尉：ピーター・ゴーディノ（英語版）（声：田中信夫）
- ルー・ウォーターマン大尉：ゲーリー・メイヤーズ（声：仲村秀生）※「再来〜」ではてらそままさきが代演
- ニナ・バリー少尉：ドロレス・マンテス（英語版）（声：北浜晴子）
- マーク・ブラッドレイ大尉：ハリー・ベアード（声：青野武）
- キース・フォード少尉：キース・アレキサンダー（英語版）（声：嶋俊介）
- ジョーン・ハリントン少尉：アントニア・エリス（声：池田昌子）
- アイーシャ・ジョンソン少尉：アイーシャ（英語版）（声：池田昌子）
- SIDの声：メル・オクスリー（声：加藤精三）
- ナレーション（冒頭アバンタイトル・タイトルコール）：矢島正明

## 放送タイトルリスト（日本放送時）
| 制作 番号 | 英国初回 放送話数 | 英国版 DVD話数 | 日本 話数 | 邦題                         | 原題                     | 英国初回 放送日 | 日本初回 放送日 | 監督                     | 脚本                                                     |
| --------- | ----------------- | -------------- | --------- | ---------------------------- | ------------------------ | --------------- | --------------- | ------------------------ | -------------------------------------------------------- |
| 1         | 1                 | 1              | 1         | 宇宙人捕虜第一号             | Identified               | 1970年9月16日   | 1970年10月3日   | ジェリー・アンダーソン   | ジェリー & シルビア・アンダーソン & トニー・バーウィック |
| 5         | 2                 | 4              | 2         | シャドー 秘密指令            | Exposed                  | 1970年9月23日   | 1970年10月10日  | デイヴィッド・レイン     | トニー・バーウィック                                     |
| 4         | 13                | 5              | 3         | わが友宇宙人                 | Survival                 | 1971年1月6日    | 1970年10月17日  | アラン・ペリー           | トニー・バーウィック                                     |
| 6         | 4                 | 6              | 4         | 円盤基地爆破作戦             | Conflict                 | 1970年10月7日   | 1970年10月24日  | ケン・ターナー           | ルリック・パウウェル                                     |
| 13        | 11                | 13             | 5         | 惑星Xクローズアップ作戦      | Close Up                 | 1970年12月16日  | 1970年10月31日  | アラン・ペリー           | トニー・バーウィック                                     |
| 16        | 7                 | 16             | 6         | ストレーカー暗殺指令         | Kill Straker!            | 1970年11月4日   | 1970年11月7日   | アラン・ペリー           | ドナルド・ジェイムズ                                     |
| 17        | 8                 | 17             | 7         | スカイダイバー危機一髪       | Sub-Smash                | 1970年11月11日  | 1970年11月14日  | デイヴィッド・レイン     | アラン・フェネル                                         |
| 19        | 3                 | 19             | 8         | 猫の目は宇宙人               | The Cat with Ten Lives   | 1970年9月30日   | 1970年11月21日  | デイヴィッド・トンブリン | デイヴィッド・トンブリン                                 |
| 18        | 23                | 18             | 9         | 湖底にひそむUFO              | The Sound of Silence     | 1971年7月17日   | 1970年11月28日  | デイヴィッド・レイン     | デイヴィッド・レイン & ボブ・ベル                        |
| 9         | 19                | 9              | 10        | 宇宙人フォスター大佐         | Ordeal                   | 1971年4月24日   | 1970年12月5日   | ケン・ターナー           | トニー・バーウィック                                     |
| 15        | 6                 | 15             | 11        | 超能力!! UFO探知人間         | E. S. P.                 | 1970年10月21日  | 1970年12月12日  | ケン・ターナー           | アラン・フェネル                                         |
| 2         | 21                | 2              | 12        | 宇宙人捕虜第2号              | Computer Affair          | 1971年5月15日   | 1970年12月19日  | デイヴィッド・レイン     | トニー・バーウィック                                     |
| 3         | 15                | 3              | 13        | UFO月面破壊作戦              | Flight Path              | 1971年1月20日   | 1970年12月26日  | ケン・ターナー           | イアン・スコット・スチュワート                           |
| 11        | 10                | 11             | 14        | UFO攻撃中止命令              | The Square Triangle      | 1970年12月9日   | 1971年1月2日    | デイヴィッド・レイン     | アラン・パティロ                                         |
| 21        | 16                | 21             | 15        | 人間ロボット殺人計画         | The Man Who Came Back    | 1971年2月3日    | 1971年1月9日    | デイヴィッド・レイン     | テレンス・フィーリー                                     |
| 22        | 12                | 22             | 16        | 人間爆弾                     | The Psychobombs          | 1970年12月30日  | 1971年1月16日   | ジェレミー・サマーズ     | トニー・バーウィック                                     |
| 20        | 9                 | 20             | 17        | 地球最後の時                 | Destruction              | 1970年12月2日   | 1971年1月23日   | ケン・ターナー           | デニス・スプーナー                                       |
| 10        | 25                | 10             | 18        | ムーンベース衝突コース       | The Responsibility Seat  | 1973年3月8日    | 1971年1月30日   | アラン・ペリー           | トニー・バーウィック                                     |
| 23        | 24                | 23             | 19        | UFO大編隊接近中              | Reflections in the Water | 1971年7月24日   | 1971年2月6日    | デイヴィッド・トンブリン | デイヴィッド・トンブリン                                 |
| 25        | 14                | 25             | 20        | 謎の発狂石                   | Mindbender               | 1971年1月13日   | 1971年2月13日   | ケン・ターナー           | トニー・バーウィック                                     |
| 7         | 17                | 7              | 21        | ムーンベース応答なし         | The Dalotek Affair       | 1971年2月10日   | 1971年2月20日   | アラン・ペリー           | ルリック・パウウェル                                     |
| 14        | 22                | 14             | 22        | シャドーはこうして生まれた！ | Confetti Check A-O. K.   | 1971年7月10日   | 1971年2月27日   | デイヴィッド・レイン     | トニー・バーウィック                                     |
| 12        | 20                | 12             | 23        | フォスター大佐死刑           | Court Martial            | 1971年5月1日    | 1971年3月6日    | ロン・アッペルトン       | トニー・バーウィック                                     |
| 24        | 18                | 24             | 24        | UFO時間凍結作戦              | Timelash                 | 1971年2月17日   | 1971年3月13日   | シリル・フランケル       | テレンス・フィーリー                                     |
| 8         | 5                 | 8              | 25        | 宇宙人、地球逃亡！           | A Question of Priorities | 1970年10月14日  | 1971年3月20日   | デイヴィッド・レイン     | トニー・バーウィック                                     |
| 26        | 26                | 26             | 26        | 眠れる美女の怪奇             | The Long Sleep           | 1973年3月15日   | 1971年3月27日   | シリル・フランケル       | デイヴィッド・トンブリン                                 |

英国版DVD話数: Fanderson(英語版)によって推奨され、英国版DVDの話数順として採用された
制作話数 （＝production order）：実制作は24（「UFO時間凍結作戦」）よりも25（「謎の発狂石」）のほうが先

## 日本版レコード
A面：「謎の円盤UFO」
作詞：藤川桂介 / 作曲・編曲：小野崎孝輔 / 唄：若子内悦郎
B面：「シャドーのマーチ」
作詞：藤川桂介 / 作曲・編曲：小野崎孝輔 / 唄：若子内悦郎
発売：CBSソニー (SOGA-79003)

## 関連商品
- SFムービーセレクション 「謎の円盤UFO」
- 「謎の円盤UFO」CD、サウンドトラック、バリー・グレイ

## 放送局
★印は、土曜 20:00 - 20:56に放送
- ★日本テレビ
- ★青森放送[6]
- ★テレビ岩手[6]
- ★秋田放送[6]
- ★山形放送[6]
- ★宮城テレビ[6]
- ★福島テレビ[6]
- ★北日本放送[7]
- ★福井放送[7]
- ★日本海テレビ
- ★西日本放送
- ★山陽放送

## 書籍
- 『謎の円盤UFO』全2巻：ロバート・マイアル著、風見潤 訳 / ハヤカワ文庫SF（早川書房） / ISBN 4150101736、ISBN 415010185X - 本シリーズのノベライズ版。
- 『謎の円盤UFO大全』：柿沼秀樹、伊藤秀明（双葉社、2003年） / ISBN 4575296309 - 研究書。
- 『謎の円盤UFO 完全資料集成』：スティーブン・ラリビエー、岸川靖（洋泉社、2017年） / ISBN 4800311284 - 研究書。
- 『ジェリー・アンダーソン コミカライズ大全 サンダーバード ジョー90 なぞのえんばんUFO』：KCデラックス（講談社、2018年） / ISBN 4065124603（第1巻）、ISBN 4065125472（第2巻） - 『週刊ぼくらマガジン』『たのしい幼稚園』掲載漫画の単行本化。

このほか、『サイバーコミックス』（バンダイ）で「謎の円盤UFO 1988」というスピンオフ漫画が掲載されていた。